# Wang Jingwei
Wang Zhaoming amplamente conhecido por seu pseudônimo Wang Jingwei (chinês tradicional: 汪精卫; chinês simplificado: 汪精卫, pinyin: Wang Jingwei, Wade-Giles: Wang Ching-wei) (Sanshui, Guangdong, 1883 - Nagoya, Japão, 10 de novembro de 1944) foi um político chinês da primeira metade do século XX. É conhecido por ter participado da Revolução Xinhai pelo partido Tongmenghui e ter liderado a  facção de esquerda do Partido Nacionalista, o Kuomintang (KMT), favorável a uma colaboração permanente com o Partido Comunista da China, após a morte do fundador do KMT Sun Yat-sen. Em 1927, Wang tentou continuar esta colaboração já que o governo do KMT situava-se na cidade de Wuhan, mas seu rival Chiang Kai-shek, um militar que conseguiu conquistar a China Oriental, na chamada Expedição do Norte, ganhou a luta pelo poder. Chiang Kai-shek estabeleceu um governo alternativo em Nanquim, e iria lançar uma campanha de perseguição contra os comunistas, após o Massacre de Xangai de 1927. 
Depois de aceitar a liderança de Chiang e unir-se ao governo do KMT em Nanquim, Wang permaneceria sendo uma figura importante no partido e tornou-se um admirador dos movimentos fascistas na Europa, chegando a viajar para a Alemanha nazista, onde buscou o apoio do governo de Adolf Hitler. 
Em 1938, após o início da Segunda Guerra Sino-Japonesa, Wang Jingwei abandonou novamente o governo de Chiang Kai-shek e procurou refúgio na cidade do interior de Chongqing, e aceitou a proposta dos japoneses para se tornar o presidente do regime chinês colaboracionista em Nanquim, sendo reconhecido como chefe de Estado chinês pelo Japão e seus aliados do Eixo durante a Segunda Guerra Mundial. Morreu por enfermidade no Japão em 1944; nunca foram claras as razões que o levaram a aceitar o cargo oferecido pelos japoneses. A interpretação mais comum atribui esta decisão à ideia generalizada de que o exército japonês era invencível, e que a colaboração era a melhor maneira de servir o país. Devido à sua colaboração com a ocupação japonesa, a sua figura tem sido fortemente criticada pelos historiadores chineses, que o têm considerado um traidor da pátria e colaboracionista, de forma similar a Vidkun Quisling na Noruega durante a ocupação alemã, com seu nome sendo sinônimo de traição.

## Primeiros anos de vida e educação

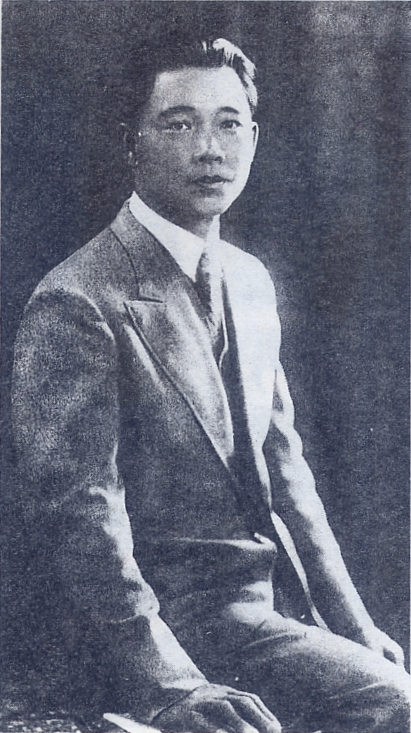
Wang Jingwei em seus vinte anos

Nascido em Sanshui, Guangdong, mas de origem em Zhejiang, Wang foi ao Japão em 1903 como um estudante patrocinado pelo governo da Dinastia Qing e juntou-se ao Tongmenghui em 1905. Foi nesse mesmo ano que adotou o apelido de “Wang Jingwei”.(p2) Quando jovem, Wang passou a culpar a dinastia Qing por atrasar o desenvolvimento da China e torná-la fraca diante da exploração das potências imperialistas ocidentais. Enquanto estudava no Japão, cortou o cabelo e adotou teorias democráticas e liberais.(p2)
Durante sua estadia no Japão, Wang tornou-se um confidente próximo de Sun Yat-sen e, posteriormente, um dos membros mais influentes do antigo Kuomintang. Ele estava entre os nacionalistas chineses no Japão que foram influenciados pelo anarquismo russo e publicou diversos artigos em periódicos editados por Zhang Renjie, Wu Zhihui e pelo grupo de anarquistas chineses em Paris.
A vitória do Japão na Guerra Russo-Japonesa impressionou Wang e reforçou sua visão do nacionalismo como uma ideologia capaz de unir o país em torno da ideia de autofortalecimento.(p30)

## Começo de carreira

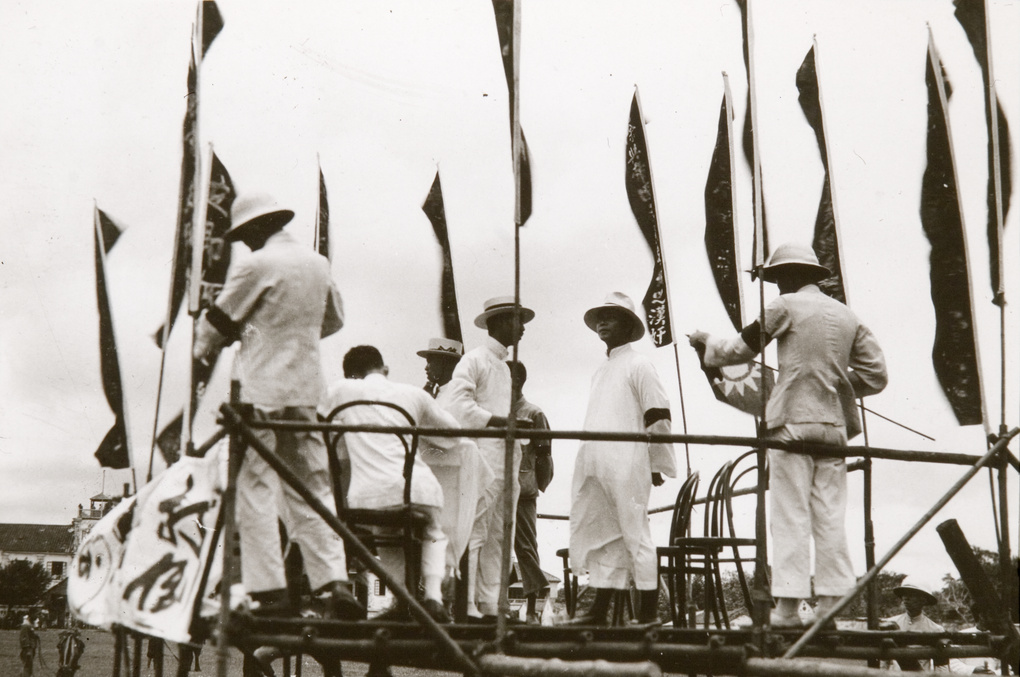
Wang Jingwei discursando para os estudantes antes de uma manifestação em Shakee, em junho de 1925, em Guangzhou

Nos anos que antecederam a Revolução Xinhai, em 1911, Wang atuou ativamente na oposição ao governo Qing. Ganhou destaque durante esse período como um excelente orador público e defensor ferrenho do nacionalismo chinês. Ele fazia parte de uma célula do Tongmenghui que tentou assassinar o regente, o príncipe Chun. Wang e Chen Bijun eram noivos e se casaram informalmente pouco antes da tentativa de assassinato. A bomba que sua célula plantou foi descoberta, e Wang, junto com outros dois conspiradores, foram presos duas semanas depois. No julgamento, admitiu prontamente sua culpa e não demonstrou arrependimento. (p41) Wang foi condenado à prisão perpétua.(p41)
Vários fatores podem ter contribuído para que Wang recebesse essa sentença em vez da execução. Acredita-se que Shanqi (Príncipe Su) tenha se comovido com sua confissão, considerando que a clemência demonstraria a magnanimidade do governo e seu compromisso com a reforma. Além disso, o conselheiro de Shanqi, Cheng Jiacheng, era um agente infiltrado do Tongmenghui, e havia outras autoridades simpáticas à causa.(p41) Por fim, os líderes do Tongmenghui ameaçaram represálias caso Wang fosse executado, e essas ameaças podem ter influenciado a decisão das autoridades.(p41)
Enquanto Wang vivia na França em 1913, o líder parlamentar do Kuomintang (KMT), Song Jiaoren, foi baleado e morreu dois dias depois. Yuan Shikai foi acusado de ter sido o responsável pelo assassinato. Sun Yat-Sen convocou Wang de volta à China pouco tempo depois.(p51)
Wang participou da Conferência de Paz de Paris após a Primeira Guerra Mundial como observador, tendo se recusado a assumir um papel formal em uma das delegações chinesas concorrentes para evitar comprometer sua imparcialidade:  Ele ficou indignado com o fiasco diplomático que se desenrolou na conferência e com o tratamento dado pelas potências europeias à China.(p57)
No início da década de 1920, ele ocupou vários cargos no Governo Revolucionário de Sun Yat-sen, em Guangzhou, e foi o único membro do círculo íntimo de Sun a acompanhá-lo em viagens fora do território controlado pelo KMT nos meses imediatamente anteriores à morte de Sun. Muitos acreditam que ele tenha redigido o testamento de Sun durante o curto período que antecedeu sua morte, no inverno de 1925.
Wang Jingwei discursando para os estudantes antes de uma manifestação em Shakee, em junho de 1925, em Guangzhou.

Ele foi considerado um dos principais candidatos a substituir Sun como líder do KMT, mas acabou perdendo o controle do partido e do exército para Chiang Kai-shek. Nessa época, a opinião de Wang era de que o KMT deveria ser o partido líder em uma coalizão democrática baseada no constitucionalismo e que deveria orientar os movimentos de massa para mudar a estrutura social da China.(21–22)

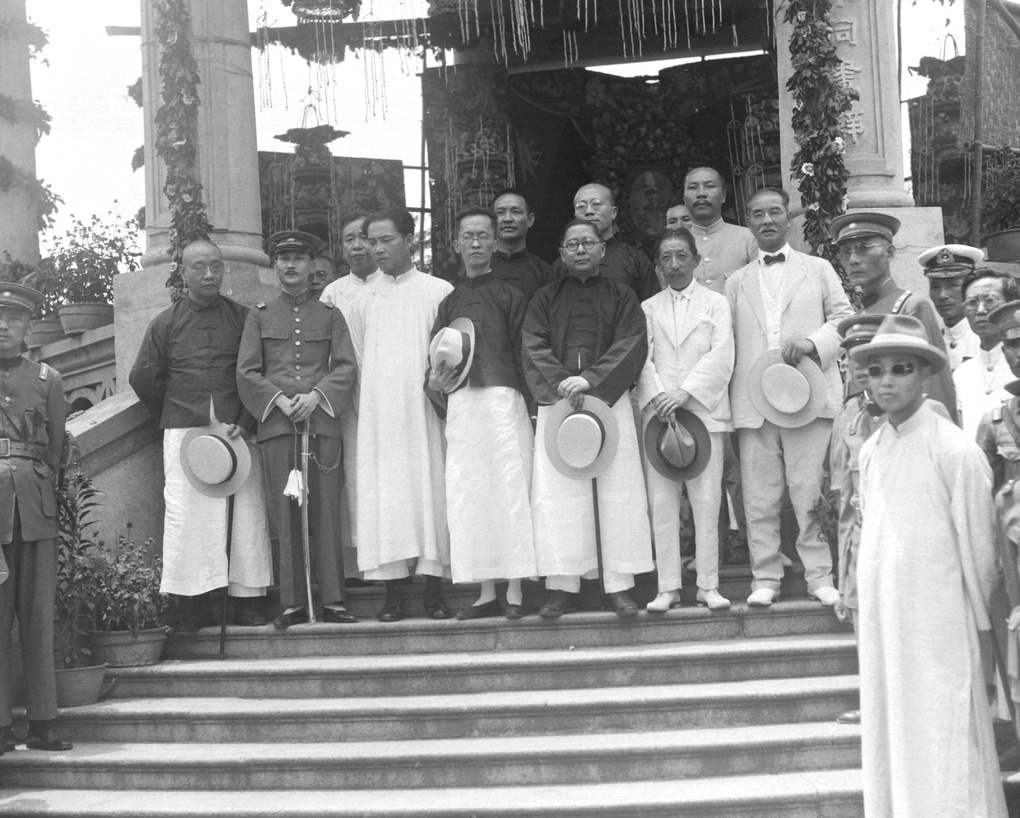
Foto tirada em 1925 - Wang Jingwei é o terceiro da esquerda para direita na frente.

Wang havia claramente perdido o controle do KMT em 1926, quando, após o Incidente do Navio de Guerra Zhongshan, Chiang enviou Wang e sua família para passar férias na Europa. Era importante para Chiang manter Wang longe de Guangdong enquanto Chiang estava no processo de expulsão dos comunistas do KMT, porque Wang era o líder da ala esquerda do KMT, notavelmente simpático aos comunistas e ao comunismo, e poderia ter se oposto a Chiang se ele tivesse permanecido na China.

## Rivalidade com Chiang Kai-shek

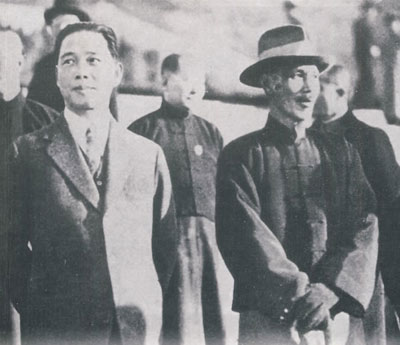
Wang Jingwei e Chiang Kai-Shek em 1926

Durante a Expedição do Norte, Wang foi a principal figura da facção de esquerda do KMT, que defendia a cooperação contínua com o Partido Comunista Chinês. Embora Wang tenha colaborado estreitamente com os comunistas chineses em Wuhan, ele se opunha filosoficamente ao comunismo e considerava os conselheiros do Comintern do KMT com suspeita. Ele não acreditava que os comunistas pudessem ser verdadeiros patriotas ou verdadeiros nacionalistas chineses.
No início de 1927, pouco antes de Chiang capturar Xangai e transferir a capital para Nanjing, a facção de Wang declarou que a capital da República era Wuhan. Enquanto tentava dirigir o governo de Wuhan, Wang se notabilizou por sua estreita colaboração com as principais figuras comunistas, incluindo Mao Zedong, Chen Duxiu e Borodin, e pelas políticas provocativas de reforma agrária de sua facção. Mais tarde, Wang atribuiu o fracasso de seu governo de Wuhan à adoção excessiva de agendas comunistas. O regime de Wang teve a oposição de Chiang Kai-shek, que estava no meio de um sangrento expurgo de comunistas em Xangai e pedia um avanço para o norte. A separação entre os governos de Wang e Chiang é conhecida como a “Separação de Ninghan” (chinês tradicional: 寧漢分裂; chinês simplificado: 宁汉分裂; pinyin: Nínghàn Fenlìe).
Chiang Kai-shek ocupou Xangai em abril de 1927 e iniciou uma sangrenta repressão aos supostos comunistas, conhecida como o “Massacre de Xangai”. Algumas semanas após a repressão de Chiang aos comunistas em Xangai, o governo esquerdista de Wang foi atacado por um senhor da guerra alinhado ao KMT e prontamente se desintegrou, deixando Chiang como o único líder legítimo da República. As tropas do KMT que ocupavam os territórios anteriormente controlados por Wang realizaram massacres de supostos comunistas em muitas áreas: somente em torno de Changsha, mais de dez mil pessoas foram mortas em um único período de vinte dias. Temendo represálias por ser um simpatizante comunista, Wang declarou publicamente lealdade a Chiang antes de fugir para a Europa.

### Atividades políticas durante o governo de Chiang
Entre 1929 e 1930, Wang colaborou com Feng Yuxiang e Yan Xishan para formar um governo central em oposição ao governo liderado por Chiang. Wang participou de uma conferência organizada por Yan para redigir uma nova constituição e deveria atuar como primeiro-ministro de Yan, que seria o presidente. As tentativas de Wang de ajudar o governo de Yan terminaram quando Chiang derrotou a aliança na Guerra das Planícies Centrais.

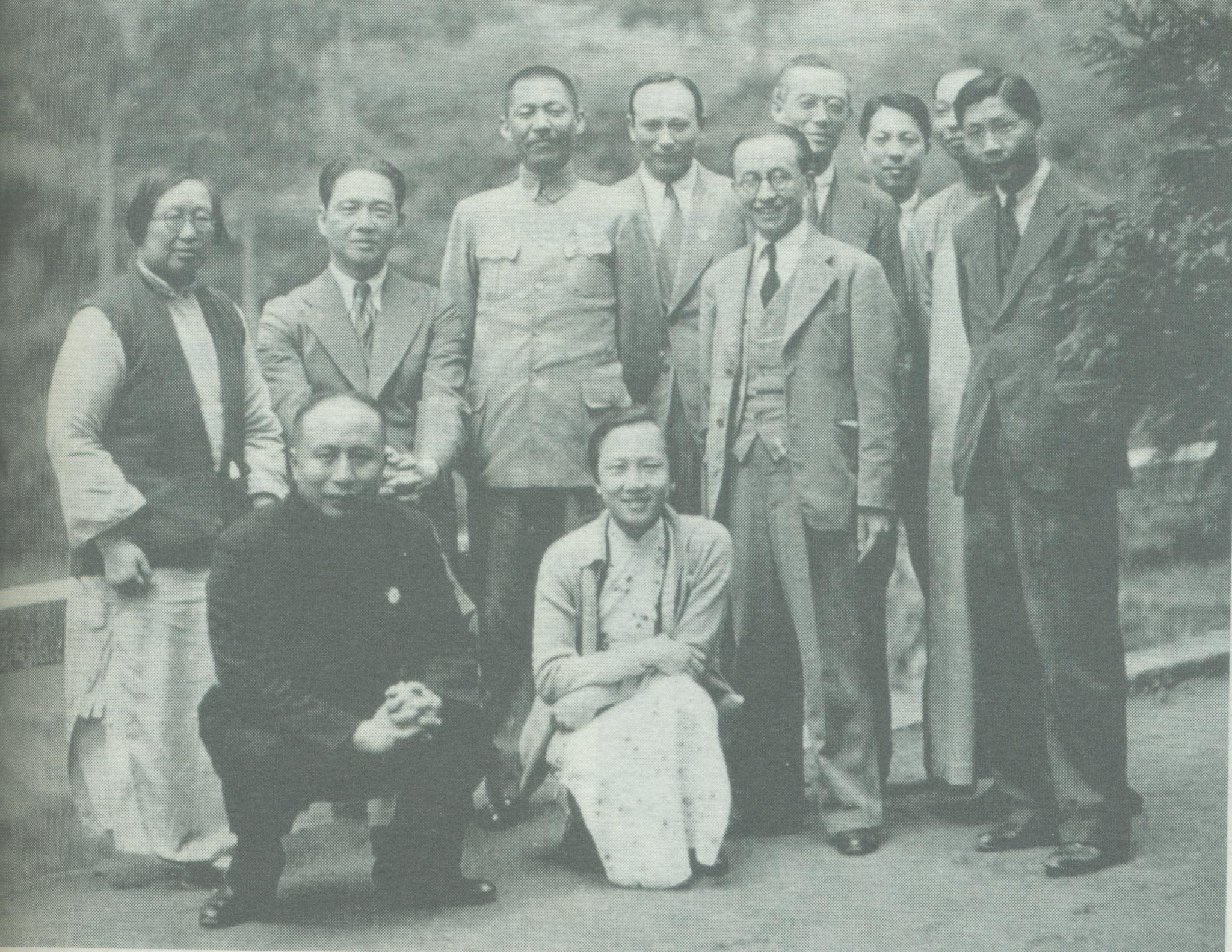
Wang Jingwei (segundo da esquerda) na Malásia britânica, 1935.

Em 1931, Wang se juntou a outro governo anti-Chiang em Guangzhou. Depois que Chiang derrotou esse regime, Wang se reconciliou com o governo de Nanjing de Chiang e ocupou cargos de destaque durante a maior parte da década. Wang foi nomeado primeiro-ministro logo após o início da Batalha de Xangai (1932). Ele teve disputas frequentes com Chiang e renunciou várias vezes em protesto, mas teve sua renúncia rescindida. Como resultado dessas disputas de poder dentro do KMT, Wang foi forçado a passar grande parte de seu tempo no exílio. Ele viajou para a Alemanha e manteve algum contato com Adolf Hitler. Como líder da facção de esquerda do Kuomintang e homem intimamente ligado ao Dr. Sun, Chiang queria Wang como primeiro-ministro tanto para proteger a reputação “progressista” de seu governo, que estava travando uma guerra civil com os comunistas, quanto como escudo para proteger seu governo das críticas públicas generalizadas à política de Chiang de “primeiro a pacificação interna, depois a resistência externa” (ou seja, primeiro derrotar os comunistas, depois enfrentar o Japão). Apesar do fato de que Wang e Chiang não gostavam e não confiavam um no outro, Chiang estava preparado para fazer concessões para manter Wang como primeiro-ministro.:214–215 Com relação ao Japão, Wang e Chiang diferiam no fato de que Wang era extremamente pessimista com relação à capacidade da China de vencer a guerra com o Japão (que quase todo mundo na China dos anos 1930 considerava inevitável) e se opunha a alianças com quaisquer potências estrangeiras caso a guerra acontecesse.:215

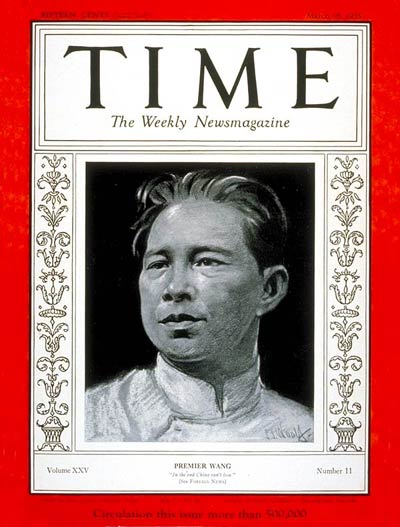
Wang Jingwei on a 1935 cover of Time magazine

Embora se opusesse a qualquer esforço nesse momento para subordinar a China ao Japão, Wang também via as “potências brancas”, como a União Soviética, a Grã-Bretanha e os Estados Unidos, como perigos iguais, se não maiores, para a China, insistindo que a China tinha que derrotar o Japão somente com seus próprios esforços se os chineses esperassem manter sua independência.:236 Mas, ao mesmo tempo, a crença de Wang de que a China estava muito atrasada economicamente para vencer uma guerra contra um Japão que vinha se modernizando agressivamente desde a Restauração Meiji de 1867 fez com que ele defendesse evitar a guerra com o Japão a quase qualquer custo e tentasse negociar algum tipo de acordo com o Japão que preservasse a independência da China. Chiang, por outro lado, acreditava que, se seu programa de modernização tivesse tempo suficiente, a China venceria a guerra que se aproximava e que, se a guerra chegasse antes que seus planos de modernização fossem concluídos, ele estava disposto a se aliar a qualquer potência estrangeira para derrotar o Japão, inclusive a União Soviética, que estava apoiando os comunistas chineses na guerra civil. Chiang era muito mais anticomunista linha-dura do que Wang, mas Chiang também era um autoproclamado “realista” que estava disposto, se necessário, a fazer uma aliança com a União Soviética.:215
Embora, no curto prazo, Wang e Chiang concordassem com a política de “primeiro a pacificação interna, depois a resistência externa”, no longo prazo eles divergiam, pois Wang era mais apaziguador, enquanto Chiang só queria ganhar tempo para modernizar a China para a guerra que se aproximava.:237A eficácia do KMT era constantemente prejudicada pela liderança e por lutas pessoais, como a que ocorreu entre Wang e Chiang. Em dezembro de 1935, Wang deixou permanentemente o cargo de primeiro-ministro após ser gravemente ferido em uma tentativa de assassinato planejada um mês antes por Wang Yaqiao.
Em 1936, Wang entrou em conflito com Chiang sobre política externa. Em uma irônica inversão de papéis, o “progressista” de esquerda Wang defendeu a aceitação da oferta germano-japonesa de que a China assinasse o Pacto Anti-Comintern, enquanto o “reacionário” de direita Chiang queria uma aproximação com a União Soviética.:237–238 Durante o Incidente de Xi'an de 1936, no qual Chiang foi feito prisioneiro por seu próprio general, Zhang Xueliang, Wang foi a favor do envio de uma “expedição punitiva” para atacar Zhang. Aparentemente, ele estava pronto para marchar sobre Zhang, mas a esposa de Chiang, Soong Mei-ling, e o cunhado, T. V. Soong, temiam que essa ação levasse à morte de Chiang e à sua substituição por Wang, por isso se opuseram com sucesso a essa ação.
Wang acompanhou o governo em sua retirada para Chongqing durante a Segunda Guerra Sino-Japonesa (1937-1945). Durante esse período, ele organizou alguns grupos de direita de acordo com as linhas fascistas europeias dentro do KMT. Wang originalmente fazia parte do grupo pró-guerra, mas, depois que os japoneses conseguiram ocupar grandes áreas da China costeira, Wang ficou conhecido por sua visão pessimista sobre as chances da China na guerra contra o Japão. Ele sempre expressava opiniões derrotistas nas reuniões da equipe do KMT e continuava a afirmar que o imperialismo ocidental era o maior perigo para a China, para grande desgosto de seus associados. Wang acreditava que a China precisava chegar a um acordo negociado com o Japão para que a Ásia pudesse resistir às potências ocidentais.

## Presidência rival e colaboracionismo com as potências do Eixo

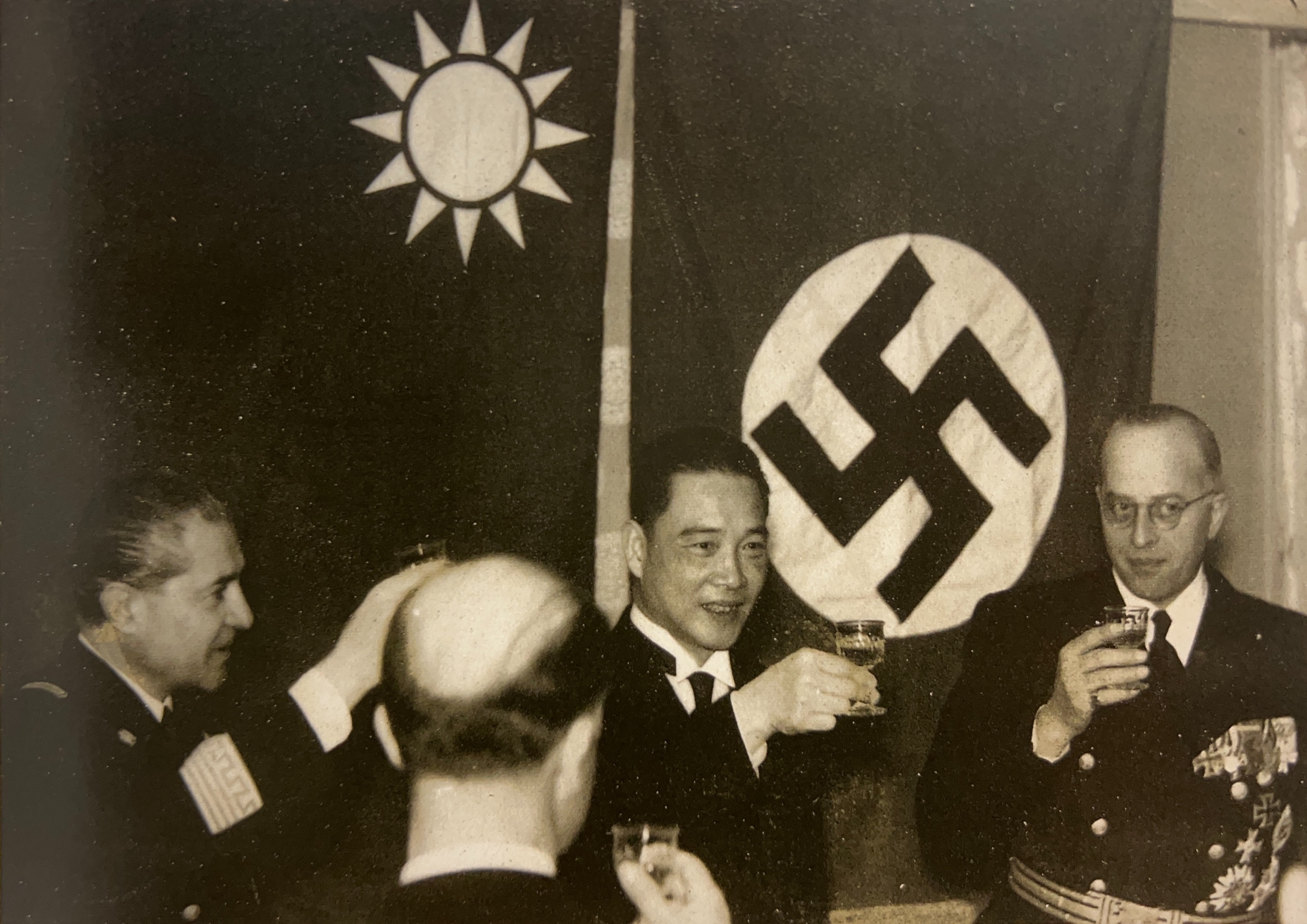
Wang recebendo diplomatas alemães enquanto servia como chefe de estado em 1941

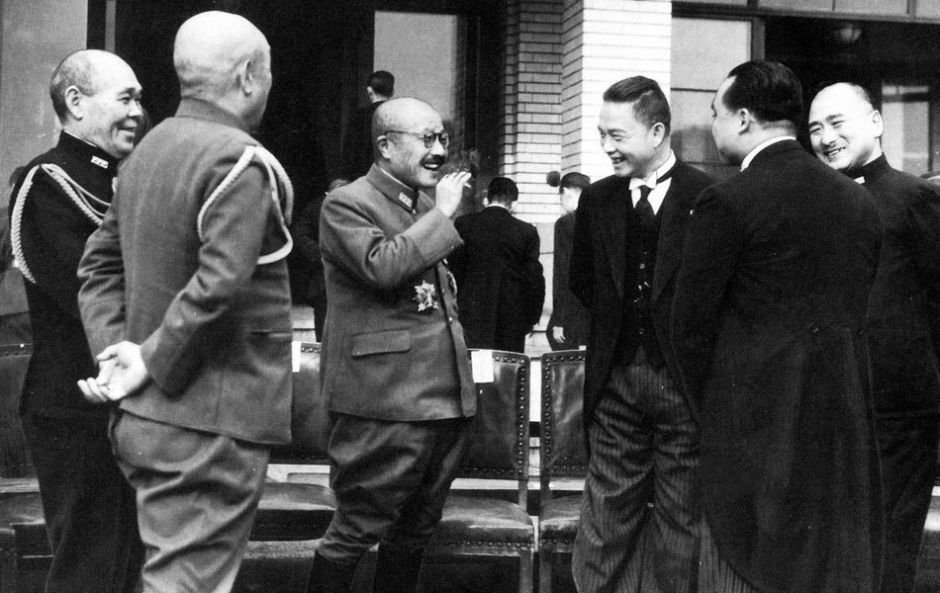
Hideki Tojo e Wang Jingwei em 1942

No final de 1938, Wang deixou Chongqing e foi para Hanói, na Indochina Francesa, onde permaneceu por três meses e anunciou seu apoio a um acordo negociado com os japoneses. Durante esse período, ele foi ferido em uma tentativa de assassinato por agentes do KMT. Em seguida, Wang voou para Xangai, onde entrou em negociações com as autoridades japonesas. A invasão japonesa deu a ele a oportunidade que há muito tempo buscava para estabelecer um novo governo fora do controle de Chiang Kai-shek.
Em 30 de março de 1940, Wang tornou-se o chefe de estado do que veio a ser conhecido como o regime de Wang Jingwei (formalmente “o Governo Nacional Reorganizado da República da China”), com sede em Nanquim, atuando como Presidente do Yuan Executivo e Presidente do Governo Nacional (行政院長兼國民政府主席). Em novembro de 1940, o governo de Wang assinou o “Tratado Sino-Japonês” com os japoneses, um documento que foi comparado às Vinte e Uma Exigências do Japão por suas amplas concessões políticas, militares e econômicas. Em junho de 1941, Wang fez um discurso público de rádio em Tóquio, no qual elogiou o Japão e afirmou a submissão da China a ele, ao mesmo tempo em que criticou o governo do Kuomintang e se comprometeu a trabalhar com o Império do Japão para resistir ao comunismo e ao imperialismo ocidental. Wang continuou a orquestrar a política dentro de seu regime em conjunto com o relacionamento internacional de Chiang com as potências estrangeiras, tomando a Concessão Francesa e o Assentamento Internacional de Xangai em 1943, depois que as nações ocidentais concordaram por consenso em abolir a extraterritorialidade.
O governo de salvação nacional da “República da China” colaboracionista, chefiado por Wang, foi estabelecido com base nos três princípios do pan-asianismo, anticomunismo e oposição a Chiang Kai-shek. Wang continuou a manter seus contatos com nazistas alemães e fascistas italianos que havia estabelecido no exílio.

## Morte
Em março de 1944, Wang partiu para o Japão para se submeter a tratamento médico do ferimento deixado por uma tentativa de assassinato em 1939. Ele morreu em Nagoya em 10 de novembro de 1944, menos de um ano antes da rendição do Japão aos Aliados. Muitos de seus seguidores mais antigos que viveram até o fim da guerra foram executados. Sua morte não foi noticiada na China ocupada até a tarde de 12 de novembro, após o término dos eventos comemorativos do nascimento de Sun Yat-sen. Ao contrário de vários relatos secundários, Wang não foi enterrado perto do Mausoléu de Sun Yat-sen em um mausoléu de construção elaborada, mas sim na Plum Flower Mountain, perto dos mausoléus da dinastia Ming, em um pequeno túmulo temporário que consistia apenas em um monte circular coberto de grama com oito metros de largura e quatro metros de altura, uma estrutura de madeira improvisada e uma placa com os dizeres “Túmulo de Wang Jingwei”. Wang deveria ser transferido para Cantão para o enterro final abaixo da Montanha Pakwan após a reunificação do país sob o governo de Nanquim. Logo após a derrota do Japão, o governo do Kuomintang sob Chiang Kai-shek transferiu sua capital de volta para Nanquim, destruiu o túmulo de Wang e queimou o corpo. Hoje, o local é comemorado com um pequeno pavilhão que aponta Wang como um traidor.

## Legado
Pelo papel de Wang durante a Guerra do Pacífico, ele é considerado um traidor pela maioria dos historiadores chineses pós-Segunda Guerra Mundial, tanto em Taiwan quanto na China continental. Seu nome se tornou um sinônimo de “traidor” ou “traição” na China continental e em Taiwan. Em sua retórica, os governos comunista e nacionalista continuaram a destruir Wang por sua colaboração com os japoneses. O Partido Comunista enfatizou seu anticomunismo, enquanto o Kuomintang o minimizou - em vez disso, concentrou-se em sua traição pessoal a Chiang Kai-shek. Além disso, os comunistas alegaram que seu alto escalão no KMT demonstrava uma natureza dúbia e traiçoeira inerente ao partido nacionalista. Ambos os lados optaram por minimizar sua associação anterior com Sun Yat-sen.